# Alexander Zverev
Alexander "Sascha" Zverev Jr. (n. 20 aprilie 1997, Hamburg, Germania) este un jucător de tenis german. Cea mai bună clasare a sa la simplu este locul 2 mondial, în iunie 2022, iar la dublu, locul 68 mondial, în martie 2019. Este fiul fostului antrenor de tenis rus Alexander Zverev Sr. și fratele mai mic al jucătorului de tenis Mischa Zverev. 
În mai 2017, Zverev a intrat pentru prima dată în ATP top-10 după ce l-a învins pe Novak Djokovic în finala turneului 2017 Italian Open, câștigând astfel primul său titlu Masters 1000. A câștigat un al doilea titlu consecutiv Masters 1000, când l-a învins pe Roger Federer la Canada Masters 2017, ajungând în cele din urmă locul 4 în lume. În total a câștigat 24 de titluri la simplu pe circuitul ATP.
În anul 2021 a câștigat medalia de aur la Jocurile Olimpice de la Tokyo și Turneul Campionilor.

## Cariera profesională

### 2024: Campion la United Cup și a 400-a victorie din carieră
În 2024, Zverev a revenit la United Cup de la Sydney, Australia, pentru al doilea an consecutiv, conducând echipa Germaniei alături de Angelique Kerber. El a câștigat ambele meciuri de simplu din faza tur-retur, învingându-i pe Lorenzo Sonego din Italia și pe Adrian Mannarino din Franța, ambii în trei seturi. A jucat ambele meciuri de dublu mixt în ambele meciuri de baraj alături de Angelique Kerber, în parteneriat pentru prima dată din 2019, și a câștigat împotriva echipei Italiei, dar nu și împotriva echipei Franței. În ciuda acestui fapt, echipa Germaniei a reușit să se califice ca cea mai bună echipă de pe locul doi din toate țările participante la Sydney, avansând în sferturile de finală împotriva Greciei.
Acolo, Zverev a câștigat decisiv meciul său de simplu împotriva lui Stefanos Tsitsipas și meciul de dublu mixt, în parteneriat cu specialista în dublu Laura Siegemund, împotriva perechii Maria Sakkari și Petros Tsitsipas. În semifinala cu Australia, Zverev a fost învins de Alex De Minaur în trei seturi. El a participat apoi la meciul de dublu mixt cu Siegemund, împotriva australienilor Storm Hunter și Matthew Ebden. Salvând două mingi de meci, Zverev și Siegemund au câștigat meciul cu scorul de 15-13 în tiebreak, iar cu victoria la limită obținută anterior de Kerber în fața lui Alja Tomljanovic, echipa Germaniei s-a calificat în finala cu echipa Poloniei. După ce Kerber nu a avut succes în fața polonezei Iga Swiatek, numărul 1 mondial, Zverev a reușit o revenire decisivă în fața polonezului Hubert Hurkacz, salvând două mingi de meci în acest proces și a egalat scorul de 1–1. Făcând din nou echipă cu Siegemund, Zverev a jucat meciul de dublu mixt și a învins cu succes perechea poloneză Hurkacz și Swiatek într-un meci decisiv la tiebreak și a câștigat United Cup pentru echipa Germaniei. În acest proces, el a câștigat primul său eveniment pe echipe de la Cupa Laver 2021.
Cap de serie numărul șase la Melbourne, a ajuns în sferturile de finală ale Openului Australiei pentru prima dată din 2021, învingându-i pe Dominik Koepfer, Lukas Klein, pentru a 400-a victorie din carieră, Alex Michelsen și Cameron Norrie, două meciuri necesitând tiebreak-uri în set decisiv. A obținut apoi prima sa victorie împotriva unui jucător din top 5 la un Grand Slam, învingându-l pe Carlos Alcaraz în patru seturi în sferturile de finală, pentru a face prima sa apariție în semifinale la Australian Open din 2020. Ulterior, a pierdut în fața lui Daniil Medvedev, deși câștigase primele două seturi, cu scorul final de 7–5, 6–3, 6–7(4), 6–7(5), 3–6. A fost pentru a doua oară când Zverev a fost învins după ce a condus cu 2–0 într-un meci de 5 seturi, prima fiind împotriva lui Dominic Thiem în finala US Open 2020.
Al șaselea favorit la BNP Paribas Open, Zverev a ajuns în sferturile de finală pentru prima dată din 2021, învingându-i pe Christopher O'Connell, Tallon Griekspoor și Alex de Minaur înainte de a pierde în fața campionului final Carlos Alcaraz. Cap de serie numărul patru la Miami Open, Zverev a ajuns în semifinale, învingându-i pe Félix Auger-Aliassime, Christopher Eubanks, Karen Haceanov și Fábián Marozsán înainte de a pierde în fața lui Grigor Dimitrov. Acesta a fost cel mai bun rezultat al său la Miami de când a ajuns în finală în 2018.
Zverev și-a început sezonul 2024 pe zgură drept cap de serie numărul cinci la Monte-Carlo Masters, primind un bye în turul al doilea și învingându-l pe Sebastian Ofner înainte de a pierde în fața campionului final Stefanos Tsitsipas în runda a treia. Ca principal cap de serie la BMW Open, Zverev a primit un bye în turul al doilea și l-a învins pe Jurij Rodionov înainte de a fi învins de numărul 106 mondial Cristian Garín în sferturile de finală. Cap de serie numărul patru la Madrid, Zverev a ajuns în runda a patra, învingându-i pe Borna Ćorić și Denis Șapovalov înainte de a fi învins de Francisco Cerúndolo, cap de serie numărul 21. Cap de serie numărul trei la Roma Opne, Zverev a câștigat al șaselea său titlu Masters, învingându-i pe Aleksandar Vukic, Nuno Borges, Taylor Fritz, Alejandro Tabilo și Nicolás Jarry în finală. Acesta a fost cel mai bun rezultat al său la Roma de la câștigarea primului său titlu Masters 1000 la Openul Italiei 2017 și primul său titlu Masters din 2021.
Zverev a ajuns în a patra semifinală consecutivă la Roland Garros, cu victorii în fața lui Rafael Nadal, David Goffin, Tallon Griekspoor, Holger Rune și Alex de Minaur. Apoi l-a învins pe Casper Ruud, de două ori finalist, pentru a ajunge în prima sa finală majoră de la US Open 2020 și prima pe zgură. În finală a fost învins de Carlos Alcaraz.
La Wimbledon, Zverev i-a învins pe Roberto Carballés Baena, Marcos Giron și Cameron Norrie înainte de a pierde în fața lui Taylor Fritz în runda a patra. Tiebreak-ul din setul al treilea cu Norrie a fost considerat unul dintre cele mai lungi tiebreak-uri ale turneului, Zverev impunându-se cu 17-15 după 26 de minute.
La US Open a ajuns în sferturile de finală fără a se confrunta cu un adversar cap de serie, cu victorii asupra lucky loser-ului Maximilian Marterer, wildcard-ului Alexandre Müller, Tomás Martín Etcheverry și în cele din urmă a înregistrat a 450-a sa victorie asupra lui Brandon Nakashima, alăturându-se lui Grigor Dimitrov în realizarea faptei, ca al doilea jucător născut în anii 1990. Cu această victorie, el s-a calificat pentru a șaptea oară la Finala ATP 2024. Zverev a pierdut în optimi în fața lui Taylor Fritz.
La Paris Masters, Zverev i-a învins pe Tallon Griekspoor, Arthur Fils și Stefanos Tsitsipas pentru a stabili o confruntare în semifinale cu fostul campion Holger Rune. El a câștigat meciul în seturi directe pentru a ajunge în finală pentru a doua oară la acest eveniment. Zverev l-a învins în finală pe favoritul publicului local, Ugo Humbert, pentru a-și adjudeca al doilea trofeu Masters 1000 al sezonului și locul 2 mondial.
Zverev a câștigat toate cele trei meciuri din grupă la ATP Finals pentru a ajunge în semifinale, unde a pierdut în fața lui Taylor Fritz în tie-break-ul setului decisiv.

### 2025: Finala Australian Open
Intrând la Australian Open ca al doilea favorit pentru prima dată în carieră, Zverev și-a început turneul cu o victorie dominantă împotriva lui Lucas Pouille în prima rundă. A ajuns apoi în prima sa finală la turneul major, Novak Djokovic retrăgându-se din cauza unei accidentări în întâlnirea din semifinale cu Alcaraz. El a pierdut în finală în fața capului de serie și campionului în exercițiu Jannik Sinner.
La 20 aprilie 2025, ziua de naștere a lui Zverev, a câștigat pentru a treia oară BMW Open, la Munchen, acum un turneu ATP 500, obținând al 24-lea său titlu.

## Statistici carieră
| C | F | SF | QF | #R | RR | Q# | P# | DNQ | A | Z# | PO | Au | Ag | Br | NMS | P | NH |

| Turneu                 | 2014         | 2015         | 2016  | 2017         | 2018         | 2019         | 2020         | 2021         | 2022         | 2023         | 2024  | 2025  | SR                 | C–P                | Victorii %         |
| ---------------------- | ------------ | ------------ | ----- | ------------ | ------------ | ------------ | ------------ | ------------ | ------------ | ------------ | ----- | ----- | ------------------ | ------------------ | ------------------ |
| Turnee de Grand Slam   |              |              |       |              |              |              |              |              |              |              |       |       |                    |                    |                    |
| Australian Open        | A            | Q1           | 1R    | 3R           | 3R           | 4R           | SF           | QF           | 4R           | 2R           | SF    | F     | 0 / 10             | 31–10              | 76%                |
| French Open            | A            | Q2           | 3R    | 1R           | QF           | QF           | 4R           | SF           | SF           | SF           | F     | QF    | 0 / 10             | 38–10              | 79%                |
| Wimbledon              | A            | 2R           | 3R    | 4R           | 3R           | 1R           | NH           | 4R           | A            | 3R           | 4R    | 1R    | 0 / 9              | 16–9               | 64%                |
| US Open                | Q2           | 1R           | 2R    | 2R           | 3R           | 4R           | F            | SF           | A            | QF           | QF    |       | 0 / 9              | 26–9               | 74%                |
| Câștigat–pierdut       | 0–0          | 1–2          | 5–4   | 6–4          | 10–4         | 10–4         | 14–3         | 17–4         | 8–2          | 12–4         | 18–4  | 10–3  | 0 / 38             | 111–38             | 74%                |
| Turneul Campionilor    |              |              |       |              |              |              |              |              |              |              |       |       |                    |                    |                    |
| ATP Finals             | DNQ          | DNQ          | DNQ   | RR           | C            | SF           | RR           | C            | DNQ          | RR           | SF    |       | 2 / 7              | 17–10              | 63%                |
| Reprezentare națională |              |              |       |              |              |              |              |              |              |              |       |       |                    |                    |                    |
| Jocurile Olimpice      | nu s-a ținut | nu s-a ținut | A     | nu s-a ținut | nu s-a ținut | nu s-a ținut | nu s-a ținut | A            | nu s-a ținut | nu s-a ținut | QF    | NH    | 1 / 2              | 9–1                | 90%                |
| Cupa Davis             | A            | A            | 1R    | 1R           | QF           | QR           | A            | A            | QR           | QR           | A     |       | 0 / 3              | 9–5                | 64%                |
| ATP 1000               |              |              |       |              |              |              |              |              |              |              |       |       |                    |                    |                    |
| Indian Wells Masters   | A            | Q1           | 4R    | 3R           | 2R           | 3R           | NH           | QF           | 2R           | 4R           | QF    | 2R    | 0 / 9              | 13–9               | 59%                |
| Miami Open             | A            | 2R           | 2R    | QF           | F            | 2R           | NH           | 2R           | QF           | 2R           | QF    | 4R    | 0 / 10             | 19–10              | 66%                |
| Monte-Carlo Masters    | A            | A            | 2R    | 3R           | SF           | 3R           | NH           | 3R           | SF           | 3R           | 3R    | 2R    | 0 / 9              | 14–9               | 61%                |
| Madrid Open            | A            | A            | A     | QF           | C            | QF           | NH           | C            | F            | 4R           | 4R    | 4R    | 2 / 8              | 25–6               | 81%                |
| Italian Open           | A            | A            | 2R    | C            | F            | 2R           | A            | QF           | SF           | 4R           | C     | QF    | 2 / 9              | 27–7               | 79%                |
| Canadian Open          | A            | A            | 1R    | C            | QF           | QF           | NH           | A            | A            | 2R           | QF    |       | 1 / 6              | 12–5               | 71%                |
| Cincinnati Masters     | Q1           | 1R           | 1R    | 2R           | 2R           | 2R           | 2R           | C            | A            | SF           | SF    |       | 1 / 9              | 12–8               | 60%                |
| Shanghai Masters       | A            | A            | 3R    | 3R           | SF           | F            | nu s-a ținut | nu s-a ținut | nu s-a ținut | 2R           | 4R    |       | 0 / 6              | 12–6               | 67%                |
| Paris Masters          | A            | A            | A     | 2R           | QF           | 3R           | F            | SF           | A            | 3R           | C     |       | 1 / 7              | 17–6               | 74%                |
| Câștigat–pierdut       | 0–0          | 1–2          | 8–7   | 21–7         | 24–8         | 11–9         | 5–2          | 19–5         | 13–5         | 15–9         | 28–7  | 7–5   | 7 / 73             | 151–66             | 70%                |
| Statistici carieră     |              |              |       |              |              |              |              |              |              |              |       |       |                    |                    |                    |
|                        | 2014         | 2015         | 2016  | 2017         | 2018         | 2019         | 2020         | 2021         | 2022         | 2023         | 2024  | 2025  | Carieră            | Carieră            | Carieră            |
| Turnee                 | 6            | 17           | 23    | 25           | 21           | 24           | 9            | 18           | 10           | 26           | 21    | 12    | Total carieră: 213 | Total carieră: 213 | Total carieră: 213 |
| Titluri                | 0            | 0            | 1     | 5            | 4            | 1            | 2            | 6            | 0            | 2            | 2     | 1     | Total carieră: 24  | Total carieră: 24  | Total carieră: 24  |
| Finale                 | 0            | 0            | 3     | 6            | 6            | 3            | 4            | 6            | 2            | 2            | 4     | 2     | Total carieră: 38  | Total carieră: 38  | Total carieră: 38  |
| Câștigat–pierdut       | 4–6          | 14–17        | 44–24 | 57–22        | 60–19        | 44–25        | 28–11        | 59–15        | 29–10        | 55–27        | 69–21 | 29–11 | 24 / 213           | 492–209            | 70%                |
| Victorii %             | 40%          | 45%          | 65%   | 72%          | 76%          | 64%          | 72%          | 80%          | 74%          | 67%          | 77%   | 73%   | Total carieră: 70% | Total carieră: 70% | Total carieră: 70% |
| Clasament sf. anului   | 136          | 83           | 24    | 4            | 4            | 7            | 7            | 3            | 12           | 7            | 2     |       | 52.894.485 $       | 52.894.485 $       | 52.894.485 $       |